# SI・SO制度
SI・SO制度とは、かつて経済産業省が運営していたシステムインテグレータの登録制度と、特定システムオペレーション企業等の認定制度である。

## 概要
経済産業省は、システムインテグレーションの振興、及びその利用の基盤構築を目的としてシステムインテグレータ登録制度（SI制度）を、またシステムオペレーションを行う企業のうち、コンピュータビルディング等設備投資を伴う事業形態のものについて、ユーザーの情報化投資に当たっての便宜に資することを目的として特定システムオペレーション企業等認定制度（SO制度）を設けていた。
行政刷新会議の規制・制度改革に関する分科会において、制定後20年を経過した規制・制度等に関して見直しを検討するよう要請があり、当制度についてもその対象となった。そして、制度創設当時の目的が果たされたと判断され2011年3月31日付けで廃止となった。 

### システムインテグレータ登録制度（SI登録制度）
システムインテグレーションサービスを円滑に遂行できる経理的基礎、技術的能力、システムインテグレーションサービスの実績を備えている企業を、「情報サービス企業台帳」に「登録」する制度であった。当初はシステムインテグレータ認定制度という、経済産業省による認定を伴う制度が存在していたが平成15年3月末をもって廃止され、現在はこのシステムインテグレータ登録制度として運用されていた。

### 特定システムオペレーション企業等認定制度（SO認定制度）
特定システムオペレーション業務を営むもののうち、ユーザーの情報システムの管理・運用を的確に遂行できる安全対策、経理的基礎、技術的能力、特定システムオペレーションサービスの実績を備えている企業等を、審査に基づき「認定」する制度であった（認定されたものは「情報サービス企業台帳」に記載される）。